# Wappen Venezuelas

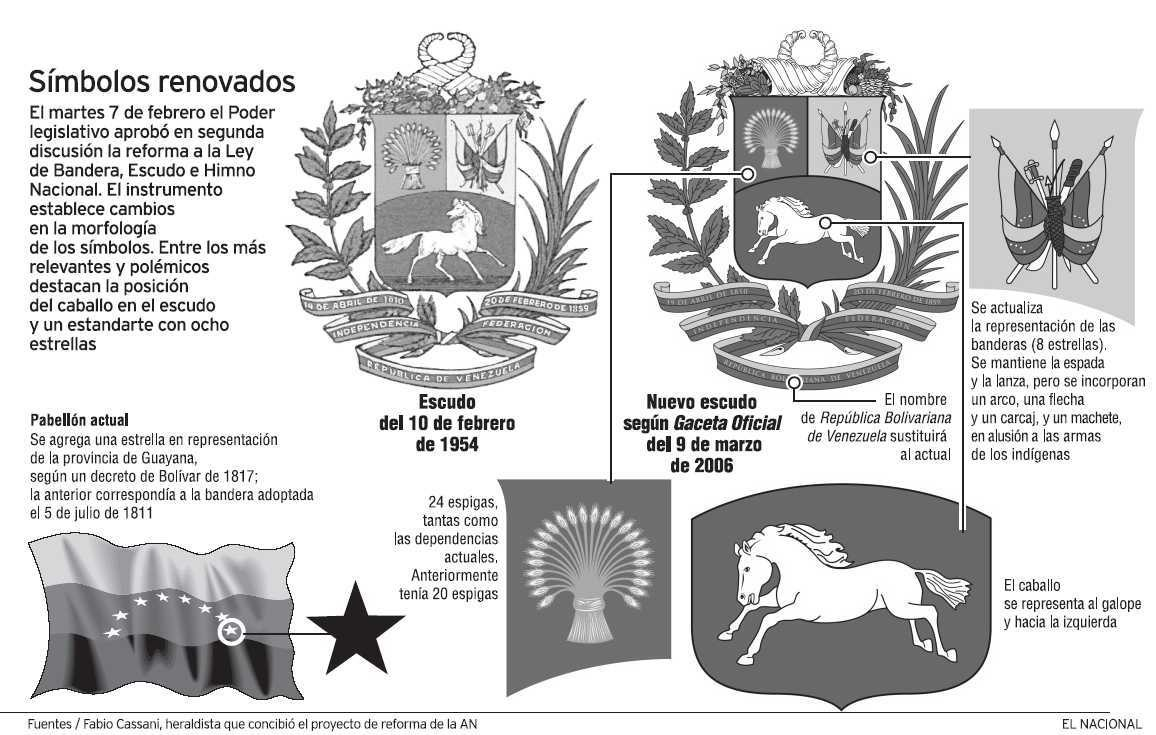
Venezolanische Zeitung El Nacional, 12/03/2006

Das Staatswappen Venezuelas stammt ursprünglich aus dem Jahr 1836 und wurde mehrfach – zuletzt mit Wirkung vom 12. März 2006 – geändert.
Der Schild ist geteilt, mit aufwärts gebogenem Schnitt und oben gespalten. Oben rechts sind in Rot 24 goldene Weizenähren zu sehen, Symbol der 24 Bundesstaaten Venezuelas. Oben links im goldenen Feld sind zwei Flaggen in den großkolumbianischen Farben sowie Waffen dargestellt. Sie symbolisieren den Unabhängigkeitskampf (Säbel und Schwerter), den Kampf der indigenen Bevölkerung (Pfeil und Bogen) und den Kampf der Bauern und afro-venezolanischen Bevölkerung (Machete). Unten prangt auf blauem Grund ein galoppierender weißer Hengst, als Symbol der Unabhängigkeit. Das Tier stellt Simón Bolívars weißes Pferd dar.
Über dem Wappen befinden sich zwei Früchte spendende gekreuzte silberne Füllhörner als Symbole für Wohlstand und Reichtum. Links und rechts des Wappens sind ein Palm- und ein Lorbeerzweig als Symbole für Frieden und Ruhm.
Unter dem Wappen, verknotet mit den Zweigen, ist ein Spruchband mit der Aufschrift
19 DE ABRIL DE 1810 INDEPENDENCIA
20 DE FEBRERO DE 1859 FEDERACION
REPUBLICA BOLIVARIANA DE VENEZUELA
übersetzt heißt das so viel wie:
19. April 1810 Unabhängigkeit
20. Februar 1859 Föderation
Bolivarische Republik Venezuela

## Änderung des Wappens
Als Hugo Chávez’ kleinste Tochter Rosa Inés im Jahr 2006 sagte, dass das Pferd im Staatswappen Venezuelas nach links und nicht nach rechts rennen sollte, gab Chávez ihr recht, und kurz danach stimmte die von seiner Partei dominierte Asamblea Nacional, das venezolanische Parlament, am 7. März 2006 der Änderung des Wappens zu, die am 12. März 2006, dem Tag der Fahne (Día de la Bandera), in Kraft trat. Der Heraldiker Fabio Cassani Pironti hat im Auftrag der Nationalversammlung die Reform des Nationalwappens umgesetzt. Damit wurden folgende Änderungen vorgenommen:
- Die Anzahl der Ähren wurde von 20 auf 24 erhöht, was der Anzahl der heutigen Bundesstaaten Venezuelas entspricht.
- Zu den Waffen, die den Unabhängigkeitskampf symbolisieren, wurden Pfeil und Bogen sowie eine Machete hinzugefügt, um die Beteiligung der indigenen Bevölkerung und der afrikanischen Sklaven zu würdigen.
- Das Pferd im unteren Feld, das vorher nach hinten (heraldisch links) gerichtet stand und den Kopf nach heraldisch rechts gewendet hatte, galoppiert von nun an nach heraldisch rechts.
- Außerdem wurde der Flagge ein achter Stern hinzugefügt.

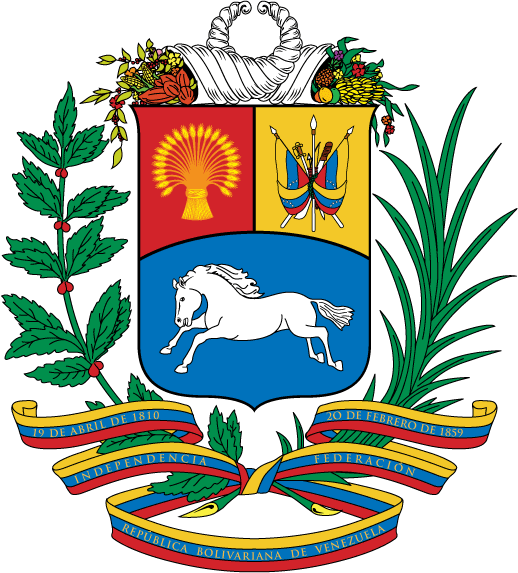
Das Nationalwappen von Venezuela, geschaffen von Fabio Cassani Pironti im Jahre 2006